# 黑白海豚
黑白海豚（學名：Cephalorhynchus commersonii），或稱康氏矮海豚、花斑喙头海豚，是黑白海豚属下的一種海豚，其下有兩個亞種，分別生活在南美洲（C.c.commersonii）和凯尔盖朗群岛（C.c.kerguelensis）附近。其身體黑白相間，因而得名。其种加詞來自法國博物學家菲利伯特·康默森（Philibert Commerson）的姓，他在1767年首次于麥哲倫海峽觀測並描述了這些生物。

## 形態

### C.c.commersonii

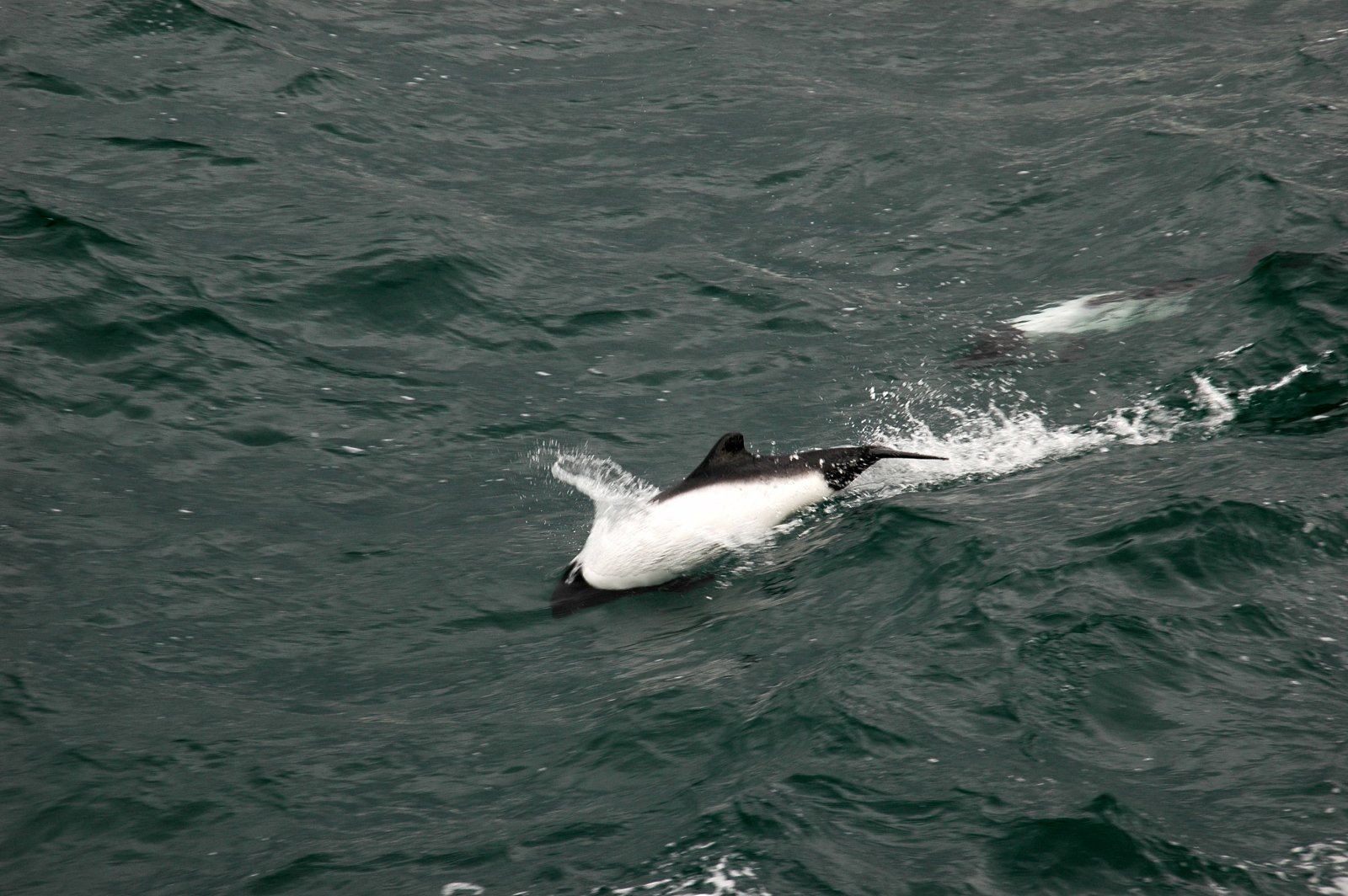
一只生活在麥哲倫海峽的黑白海豚

這一亞種有著黑色的頭部、背鰭和尾鰭，喉部和身體上的皮膚則是白色的，兩種顔色對比十分鮮明。它是所有鲸目生物中最小的之一，最多不過1.5（4英尺11英寸）長。一只捕獲於南美巴塔哥尼亞的成年雌性黑白海豚長度只有1.36（4英尺6英寸），重23（51英磅），可能是世界上最小的成年鲸目生物。
其性別可以從腹部的黑色圖案來分辨，雄性的呈水滴型，而雌性則是稍圓的形狀。它們在6到8嵗時達到性成熟，在春夏交配，懷胎11月。野生的黑白海豚壽命可達18年，有記錄以來最長壽的黑白海豚存活了至少33年。

### C.c.kerguelenensis
這一亞種體型較大，與南美洲的亞種相比，其黑色和白色部位都顯得發灰，只有腹部是純白色。